# 印度洋法螺
印度洋法螺（学名：Cymatium thersites），是异足目法螺科梭法螺属的一种。主要分布于台湾，常栖息在浅海。